# Ясирета
Ясирета́ (исп. Yacyretá) — крупная ГЭС мощностью 3,1 ГВт на реке Парана, на границе Аргентины и Парагвая. Расположена в 320 км к юго-востоку от Асунсьона.
Станция названа по имени острова, который был на 80 % затоплен водохранилищем и разделяет русло реки в месте, где расположены две плотины ГЭС, на языке гуарани название означает «Земля Луны». Общая непрерывная длина плотины станции с дамбами на побережье превышает 65 км, что делает её одним из самых длинных гидротехнических сооружений в мире.

## История
Правительства Аргентины и Парагвая подписали соглашение о возведении ГЭС на Паране 13 декабря 1973 года, начало строительства было запланировано на 1979 год. Из-за политической нестабильности в Аргентине в тот период и из-за сильных политических позиций сторонников развития ядерной энергетики в этой стране, основные работы по строительству ГЭС Ясирета были начаты только 3 декабря 1983 года, запуск первого гидроагрегата произошёл в 1994 году, последнего — в 1998. Создание гидроузла потребовало строительства в общей сложности 65 километровой дамбы по обеим сторонам побережья реки, споры по площади затопляемой территории в каждой из стран привели к ограничению уровня водохранилища отметкой 76 м НУМ и ограничили годовую выработку станции до 11 млрд  кВт⋅ч В феврале 2011 года был произведён подъём уровня водоёма до проектного уровня 83 м (высота турбин ГЭС Итайпу, расположенной выше по течению, 87,5 м НУМ).
Реализация проекта потребовала переселения более 30 тысяч человек. Общая стоимость проекта на начало 2012 года составила 10 млрд USD, что превышает первоначальные цифры по бюджету в пять раз.

## Основные характеристики
По состоянию на 2012 год, основные сооружения ГЭС Ясирета в себя включают:
- насыпную плотину «Ясирета Б» через протоку реки со стороны Парагвая, с водосбросной бетонной секцией;
- насыпную плотину «Ясирета А» через протоку реки максимальной высотой 86 м, которая включает в себя бетонную секцию со следующим оборудованием:[9]
  - машинный зал длиной 808 м и высотой 80 м, в котором установлены 20 генераторов с турбинами Каплана, 155 МВт каждый;
  - водослив плотины;
  - рыбопропускные ворота;
  - однониточный шлюз с размером камеры 270×27×5 м;
- более 65 км дамб вдоль побережья реки для ограничения площади водохранилища;
- вдоль парагвайского низкого побережья проложен дренажный канал Агуапеи (исп. Aguapey) длиной более 60 км, который также служит для отвода в нижний бьеф ГЭС Ясирета воды одноимённого правого притока Параны.[10]

Гидроузел располагается на участке реки со среднегодовым расходом 16 941 м³/сек, cуммарная пропускная способность водосливов двух плотин ГЭС составляет 55 000 м³/сек.[уточнить] После подъёма уровня водохранилища в феврале 2011 года, производство за этот год достигло 19,08 млрд  кВт⋅ч В январе 2012 года было подписано соглашение об увеличении мощности ГЭС на 750 МВт путём добавления новых генераторов.
Плотина ГЭС сформировала водохранилище на реке, которое на отметке 83 м НУМ имеет площадь 1695 км2.